# Brunimento plano
O brunimento plano é um processo de retificação de metais que oferece alta qualidade em superfícies planas, combinando a velocidade de retificação ou brunimento com a precisão da lapidação. Esse processo também é conhecido com retífica dupla face.

## História
O termo é derivado do brunimento de cilindros e furos. A peça é processada em sua superfície plana, originando a palavra plano, já brunimento é utilizado porque a velocidade de corte é baixa comparado com a retificação. Um abrasivo fixado oferece precisão e aparência ótica da superfície de acabamento. Em alguns casos, também é chamado de retificação fina ou retificação de superfície utilizando cinemática planetária.
A tecnologia é relativamente nova, surgindo na década de 1980. Na indústria, a produção de lapidação está sendo substituída pelo brunimento plano em uma variedade cada vez maior de aplicações. Este processo permite uma redução significante do custo de manufatura por peça, devido seu resultado de qualidade equivalente. O potencial de economia se resulta através do tempo de fabricação reduzido e uma simples limpeza da peça. Entretanto, mais e mais peças estão sendo processadas diretamente de suas operações iniciais (sinterização, injeção, puncionamento, serra, etc.) com altas tolerâncias e precisão (nivelamento e rugosidade).

## Processo
A remoção do material é feita utilizando arestas de corte indefinidas geometricamente (grãos ligados) que são presos em um grande rebolo com uma camada fina de abrasivo. As peças são fixadas em transportadoras dentadas (plástico, aço) que são direcionadas por duas coroas de pinos horizontais. A superfície inteira da peça fica em constante contato com o rebolo.
Existem dois processos diferentes: simples e dupla face.
O rebolo e os transportadores são direcionados por movimentos relativamente diferentes entre a peça e o abrasivo. A rotação das coroas internas contra o rebolo gera a remoção do material. A operação em si é refrigerada continuamente (normalmente com óleo) para assegurar que o rebolo não seja contaminado pelas limalhas da retificação.

## Abrasivo
A maioria dos rebolos contém grãos abrasivos de diamante sintético ou CBN (nitreto de boro cúbico). A forma, o revestimento e o tamanho do grão são outros componentes importantes para um processo ideal.

## Liga
A liga tem a função de segurar os grãos individuais até que eles se tornem opacos. Tipo e quantidade de liga utilizada afetam a dureza e as propriedades do abrasivo do rebolo. A explosão do grão de abrasivo é chamada auto-afiação.

## Tipos de ligas para abrasivos
- Vitrificada
- Resina
- Metálica

## Aparência dos rebolos
Dependendo do tipo do material que está sendo processado, o brunimento plano oferece um exclusivo rebolo apropriado para a aplicação. Os rebolos de brunimento plano estão disponíveis em camadas revestidas de abrasivo, embora ranhuras de diferentes geometrias possam ser introduzidas para melhorar a remoção de material. Estes abrasivos são fixados em uma placa de aço. Para rebolos de liga vitrificada, pastilhas redondas ou hexagonais, é utilizado um adesivo especial fixado na placa de aço. Os espaços entre as pastilhas ou segmentos são necessários para reduzir o contato entre a peça e o rebolo. Eles também refrigeram e lubrificam o processo. Todos os tipos de rebolos podem variar na concentração e tamanho de grão ao longo da área do rebolo, na qual resulta em um desgaste uniforme sobre todo o rebolo.

## Refrigerante
A principal função do refrigerante é ajudar na dissipação do calor do material removido. Isso também reduz o atrito entre o abrasivo e a peça. Portanto, líquido apropriado, adesão, pressão, resistência à temperatura e proteção contra corrosão, são todos os fatores ao selecionar um refrigerante. Óleo (mineral ou diéster) é usado preferivelmente como refrigeração e lavagem de mídia. Emulsões de água também podem ser utilizados.

## Aplicações
Devido a livre-tensão de peças soltas na transportadora, praticamente qualquer material sólido pode ser processado. A ordem de aplicação é muito amplo, desde um material mole até um muito duro (plástico termoplástico até safira ou cerâmica).
Exemplos: paletas de bomba feitos de PPS, insertos de cerâmica feitos de SiNi, vidros de relógio, LED em safira, anéis de rolamento, paletas de bomba, engrenagem de aço, facas de corte, carboneto, etc.
A superfície é semelhante ao brunimento típico, isso conduz às boas propriedades tribológicas e rugosidade. Um simples dano na superfície pode ter impactos positivos em processos subsequentes de polimento (CMP, gravação). As melhores aplicações conhecidas são misturadores de água de cerâmica, bombas hidráulicas e insertos de ferramentas de corte.